# Iraq Burin
Ne doit pas être confondu avec Burin (Naplouse).
Iraq Burin, en arabe : عراق_بورين, est un village du gouvernorat de Naplouse, au centre de la Cisjordanie (Territoire palestiniens occupés).

Selon le recensement du bureau central palestinien des statistiques, la localité compte une population de 1 008 habitants en 2017.

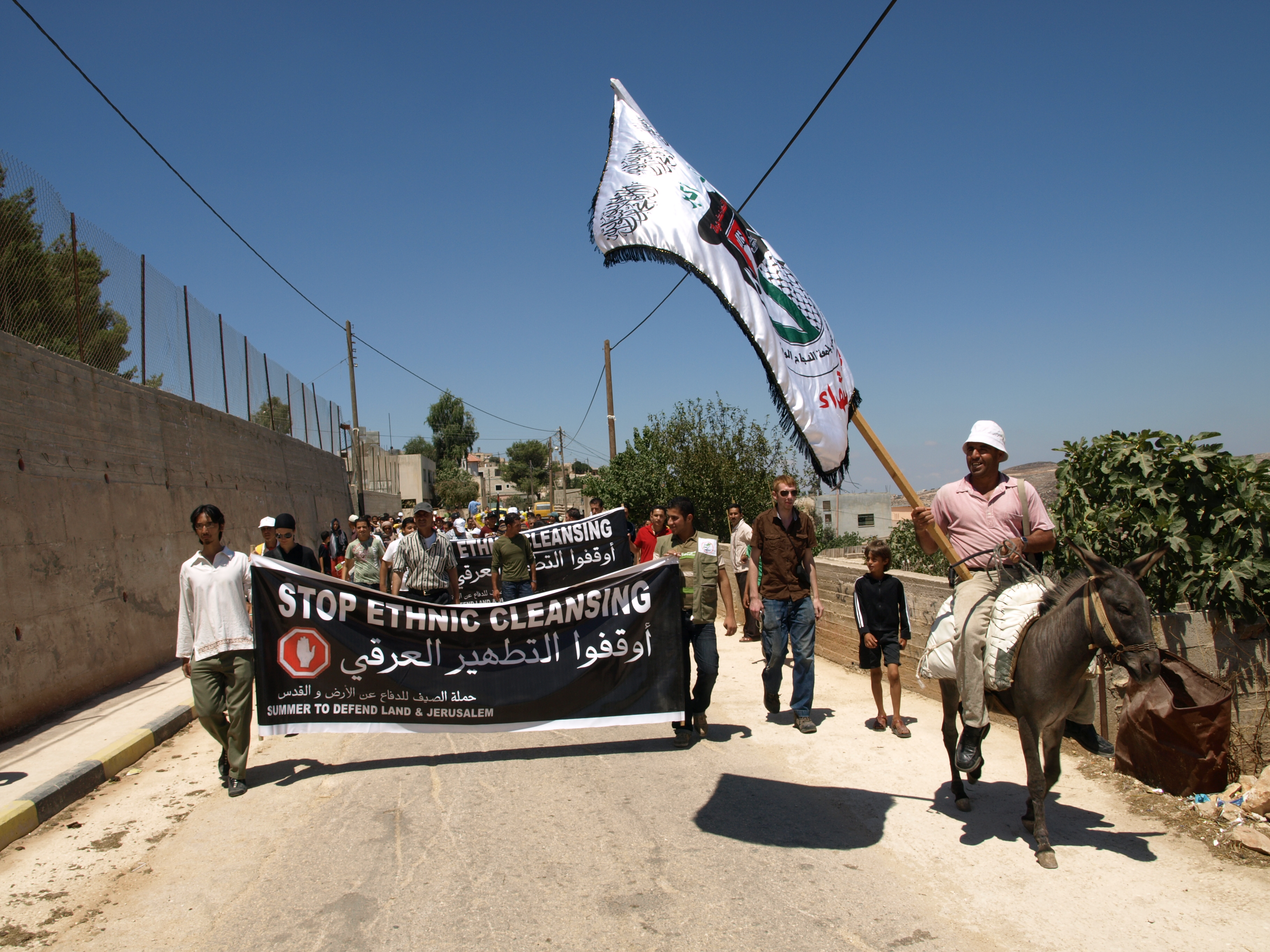
Manifestation à Iraq Burin demandant la fin du nettoyage ethnique des territoires occupés.
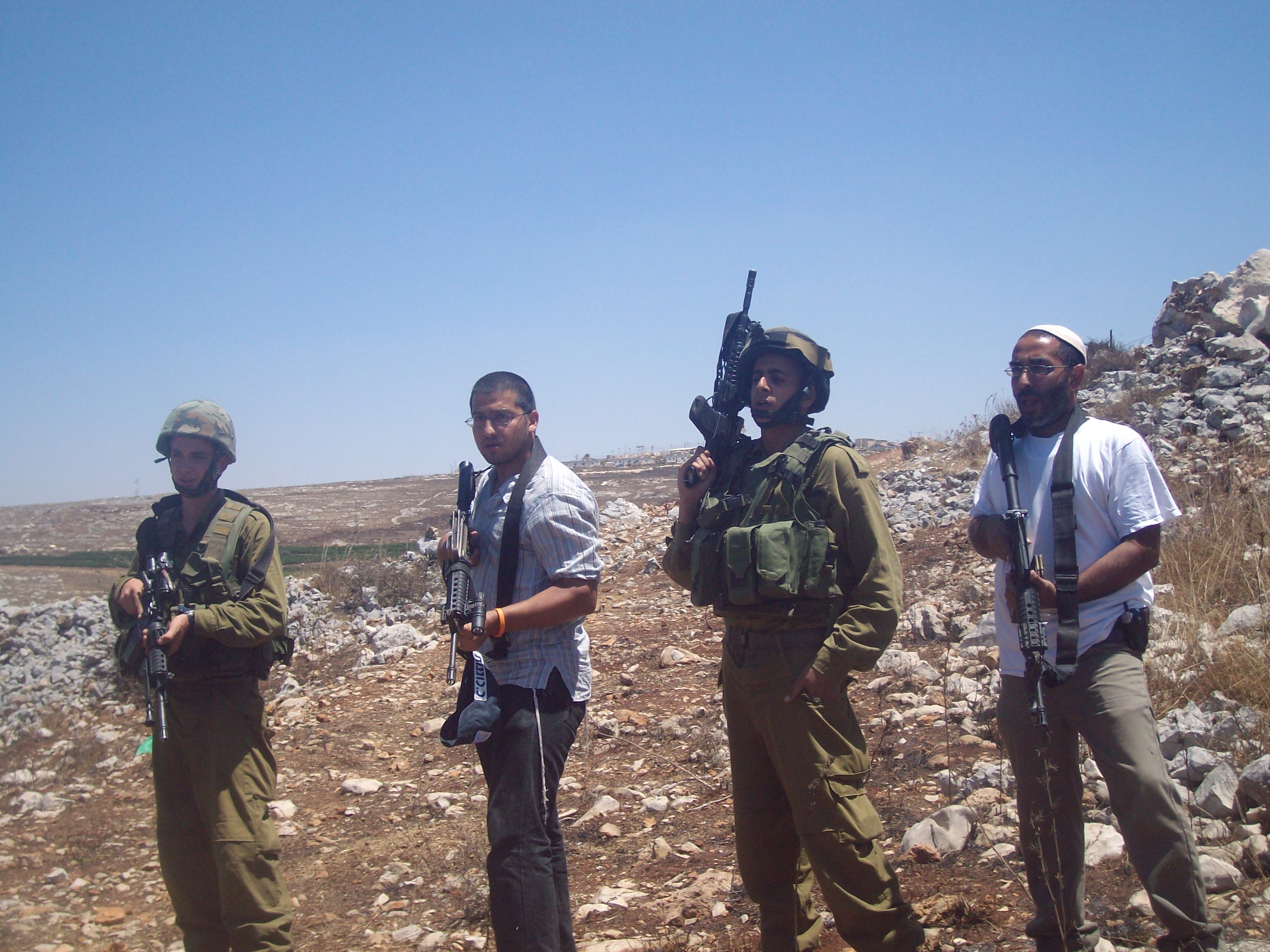
Paramilitaires et colons israéliens armés dans le village palestinien d'Iraq Burin, août 2009.